# Ust-Ordynska Burjatien

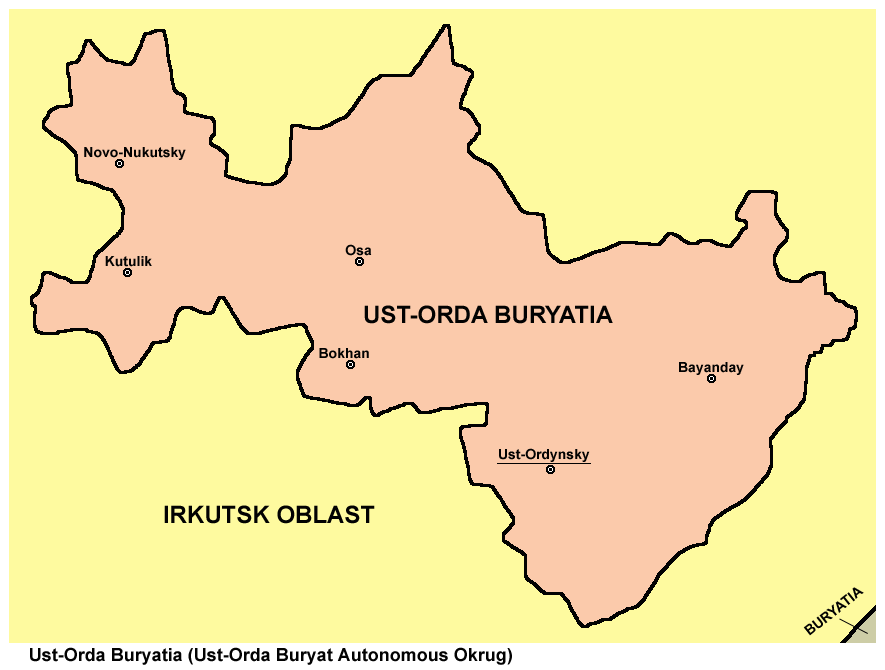
Karta över Ust-Ordynska Burjatien.

Ust-Ordynska Burjatien är ett administrativt distrikt (okrug) inom Irkutsk oblast i mellersta Sibirien i Ryssland. Det var ett separat, autonomt okrug från 26 september 1937 till 1 januari 2008. Ytan uppgår till 22 400 km² och folkmängden till cirka 124 000 invånare. Den administrativa huvudorten är Ust-Ordynskij.